# Constantin Gastmann
Constantin Gastmann (* 18. Januar 1990 in München) ist ein ehemaliger deutscher Schauspieler.

## Biografie
Gastmann war von 1993 bis 2012 als Schauspieler in Theater- und Filmproduktionen tätig. 2003 wurde er mit dem Sonderpreis des Kinder-Medien-Preises, dem Weißen Elefanten, für die Darstellung des Martin Taschenbier in dem Kinofilm Sams in Gefahr ausgezeichnet. Nach 2012 zog sich Gastmann von der Schauspielerei zurück.

## Produktionen (Auswahl)

### Theater
- Hekabe, 2001, (Münchner Kammerspiele)
- Schlachten, 2003 (Münchner Kammerspiele)
- Sallinger, 2005 (Münchner Kammerspiele)
- Androklus und der Löwe, 2006–2009 (Münchner Residenztheater)

### Filme und Serien
- 1995: Rossini
- 1999: Tatort – Das Glockenbachgeheimnis
- 2000: Vater wider Willen
- 2003: Forsthaus Falkenau – Folgen: Vaterliebe & Lebensträume
- 2001: Marienhof
- 2001: Bei aller Lieber
- 2002: Schneemann sucht Schneefrau
- 2003: Die Wilden Kerle
- 2003: Das fliegende Klassenzimmer
- 2003: Sams in Gefahr
- 2003–2005: Schulmädchen
- 2004: Forsthaus Falkenau – Folgen: Schürfwunde & Gefährliche Wette
- 2005: Inga Lindström – Das Geheimnis von Svenaholm
- 2006: Die Wilden Kerle 3
- 2006: SOKO 5113 – München
- 2006–2008: Disneys Kurze Pause
- 2007: Die Rosenheim-Cops – Der Jäger ist des Jägers Tod
- 2007: SOKO 5113 – Hilflos
- 2007: Pastewka (3. Staffel, 2 Folgen)
- 2009: Aktenzeichen XY … ungelöst
- 2010: Inga Lindström – Zwei Ärzte und die Liebe
- 2011: Tatort – Jagdzeit
- 2012: Der Bergdoktor